# Milaan-Turijn 2023
De 103e editie van Milaan-Turijn vond plaats op 15 maart 2023. De race maakt deel uit van de UCI ProSeries kalender van 2023.
Het is de oudste wielerwedstrijd die nog altijd wordt verreden. De eerste editie vond plaats in 1876. Deze 103e editie werd gewonnen door Arvid de Kleijn. Hij was hiermee de eerste Nederlander in de geschiedenis van deze wielerklassieker die hier winst boekte. De Colombiaan Fernando Gaviria behaalde een tweede plaats. Naast de Kleijn was er nog een Nederlander aanwezig op het podium. De derde plaats was behaald door Casper van Uden. In de top-20 eindigden nog drie Nederlanders en evenveel Belgen.

## Uitslag
| Plaats  | Naam                | Ploeg                              | tijd     |
| ------- | ------------------- | ---------------------------------- | -------- |
| Winnaar | Arvid de Kleijn     | Tudor Pro Cycling Team             | 3u59'02" |
| 2       | Fernando Gaviria    | Movistar Team                      | z.t.     |
| 3       | Casper van Uden     | Team DSM                           | z.t.     |
| 4       | Itamar Einhorn      | Israel-Premier Tech                | z.t.     |
| 5       | Matteo Moschetti    | Q36.5 Pro Cycling Team             | z.t.     |
| 6       | Nacer Bouhanni      | Arkéa Samsic                       | z.t.     |
| 7       | Jordi Meeus         | BORA-hansgrohe                     | z.t.     |
| 8       | Andrea Vendrame     | AG2R-Citroën                       | z.t.     |
| 9       | Jon Aberasturi      | Trek-Segafredo                     | z.t.     |
| 10      | Dylan Groenewegen   | Team Jayco AlUla                   | z.t.     |
| 11      | Jens Reynders       | Israel-Premier Tech                | z.t.     |
| 12      | Gonzalo Serrano     | Movistar Team                      | z.t.     |
| 13      | Mirco Maestri       | EOLO-Kometa                        | z.t.     |
| 14      | Javier Serrano      | EOLO-Kometa                        | z.t.     |
| 15      | Maikel Zijlaard     | Tudor Pro Cycling Team             | z.t.     |
| 16      | Davide Gabburo      | Green Project-Bardiani-CSF-Faizanè | z.t.     |
| 17      | Marijn van den Berg | EF Education-EasyPost              | z.t.     |
| 18      | Biniam Girmay       | Intermarché-Circus-Wanty           | z.t.     |
| 19      | Jenthe Biermans     | Arkéa Samsic                       | z.t.     |
| 20      | Lluís Mas           | Movistar Team                      | z.t.     |

1874 · 1875 - 1893 · 1894 · 1895 · 1896  · 1897 - 1902   · 1903 · 1904 · 1905 · 1906 - 1910 · 1911 · 1912 · 1913 · 1914 · 1915 · 1916 · 1917 · 1918 · 1919 · 1920 · 1921 · 1922 · 1923 · 1924 · 1925 · 1926 - 1930 · 1931 · 1932 · 1933 · 1934 · 1935 · 1936 · 1937 · 1938 · 1939 · 1940 · 1941 · 1942 · 1943 · 1944 · 1945 · 1946 · 1947 · 1948 · 1949 · 1950 · 1951 · 1952 · 1953 · 1954 · 1955 · 1956 · 1957 · 1958 · 1959 · 1960 · 1961 · 1962 · 1963 · 1964 · 1965 · 1966 · 1967 · 1968 · 1969 · 1970 · 1971 · 1972 · 1973 · 1974 · 1975 · 1976 · 1977 · 1978 · 1979 · 1980 · 1981 · 1982 · 1983 · 1984 · 1985 · 1986 · 1987 · 1988 · 1989 · 1990 · 1991 · 1992 · 1993 · 1994 · 1995 · 1996 · 1997 · 1998 · 1999 · 2000 · 2001 · 2002 · 2003 · 2004 · 2005 · 2006 · 2007 · 2008 · 2009 · 2010 · 2011 · 2012 · 2013 · 2014 · 2015 · 2016 · 2017 · 2018 · 2019 · 2020 · 2021 · 2022 · 2023 · 2024 · 2025
Ronde van San Juan ·
Ronde van Valencia ·
Clásica de Almería ·
Ronde van Oman ·
Ronde van de Algarve ·
Ruta del Sol ·
Faun Ardèche Classic ·
La Drôme Classic ·
Kuurne-Brussel-Kuurne ·
Trofeo Laigueglia ·
Milaan-Turijn ·
Nokere Koerse ·
GP Denain ·
Bredene Koksijde Classic ·
GP Industria & Artigianato-Larciano ·
Grote Prijs Miguel Indurain ·
Scheldeprijs ·
Brabantse Pijl ·
Ronde van de Alpen ·
Grote Prijs van Plumelec ·
Tro Bro Léon ·
Ronde van Hongarije ·
Vierdaagse van Duinkerke ·
Boucles de la Mayenne ·
Ronde van Noorwegen ·
Brussels Cycling Classic ·
Dwars door het Hageland ·
Ster ZLM Tour ·
Ronde van België ·
Ronde van Slovenië ·
Ronde van het Qinghaimeer ·
Ronde van Wallonië ·
Ronde van Burgos ·
Ronde van Denemarken ·
Arctic Race of Norway ·
Ronde van Duitsland ·
Maryland Cycling Classic ·
Ronde van Groot-Brittannië ·
Grote Prijs van Fourmies ·
Grote Prijs van Wallonië ·
Coppa Sabatini ·
Super 8 Classic ·
Ronde van het Taihu-meer ·
Ronde van Luxemburg ·
Circuit Franco-Belge ·
Ronde van Langkawi ·
Ronde van Emilia ·
Coppa Bernocchi ·
Ronde van de Drie Valleien ·
Ronde van het Münsterland ·
Ronde van Piemonte ·
Ronde van Hainan ·
Parijs-Tours ·
Ronde van Veneto ·
Japan Cup ·
Veneto Classic